# Gson
Gson(구글 Gson, Google Gson)은 JSON의 자바 오브젝트의 직렬화, 역직렬화를 해주는 오픈 소스 자바 라이브러리이다.

## 역사
Gson 라이브러리는 원래 구글의 내부 목적을 위해 개발되었으며 버전 1.0이 아파치 라이선스 2.0의 조항 하에 2008년 5월 22일 출시되었다. 최신 버전 2.8.5는 2018년 5월 21일에 출시되었다.

## 버전 역사
- 2018년 5월 21일: 버전 2.8.5
- 2018년 5월 1일: 버전 2.8.4
- 2018년 4월 27일: 버전 2.8.3
- 2017년 9월 19일: 버전 2.8.2
- 2017년 5월 30일: 버전 2.8.1
- 2016년 10월 27일: 버전 2.8.0
- 2016년 6월 14일: 버전 2.7
- 2016년 2월 26일: 버전 2.6.2
- 2016년 2월 11일: 버전 2.6.1
- 2016년 2월 11일: 버전 2.6
- 2015년 11월 24일: 버전 2.5
- 2015년 10월 4일: 버전 2.4
- 2014년 11월 20일: 버전 2.3.1
- 2014년 8월 11일: 버전 2.3
- 2013년 5월 13일: 버전 2.2.4
- 2013년 4월 12일: 버전 2.2.3
- 2012년 7월 2일: 버전 2.2.2
- 2012년 5월 5일: 버전 2.2.1
- 2012년 5월 5일: 버전 2.2
- 2011년 12월 31일: 버전 2.1
- 2011년 11월 13일: 버전 2.0
- 2011년 4월 13일: 버전 1.7.1
- 2011년 4월 12일: 버전 1.7
- 2010년 11월 24일: 버전 1.6
- 2010년 8월 19일: 버전 1.5
- 2009년 10월 9일: 버전 1.4
- 2009년 4월 1일: 버전 1.3
- 2009년 1월 12일: 버전 1.3 베타
- 2008년 8월 29일: 버전 1.2
- 2008년 7월 18일: 버전 1.1.1
- 2008년 7월 1일: 버전 1.1
- 2008년 6월 17일: 버전 1.0.1
- 2008년 5월 22일: 버전 1.0

## 사용법
Gson은 반영을 사용하므로 (역)직렬화된 오브젝트의 클래스에 대한 추가적인 수정이 필요하지 않다. 사실 클래스가 no-args 기본 생성자만 있으면 된다. (무조건 그런 것은 아님. 기능 문단 참고)
다음의 예는 샘플 오브젝트를 직렬화할 때 가장 기초적인 Gson 사용법을 표현한 것이다:
```
module
 
GsonExample
 
{

    
requires
 
gson
;

    
requires
 
java
.
sql
;
 
// Required by gson

    
exports
 
Person
;

    
exports
 
Car
;

}

```

```
package
 
Car
;

public
 
class
 
Car
 
{

    
public
 
String
 
manufacturer
;

    
public
 
String
 
model
;

    
public
 
double
 
capacity
;

    
public
 
boolean
 
accident
;

    
public
 
Car
()
 
{

    
}

    
public
 
Car
(
String
 
manufacturer
,
 
String
 
model
,
 
Double
 
capacity
,
 
boolean
 
accident
)
 
{

        
this
.
manufacturer
 
=
 
manufacturer
;

        
this
.
model
 
=
 
model
;

        
this
.
capacity
 
=
 
capacity
;

        
this
.
accident
 
=
 
accident
;

    
}

    
@Override

    
public
 
String
 
toString
()
 
{

        
return
 
(
"Manufacturer: "
 
+
 
manufacturer
 
+
 
", "
 
+
 
"Model: "
 
+
 
model
 
+
 
", "
 
+
 
"Capacity: "
 
+
 
capacity
 
+
 
", "
 
+
 
"Accident: "
 
+
 
accident
);

    
}

}

```

```
package
 
Person
;

import
 
Car.Car
;

public
 
class
 
Person
 
{

    
public
 
String
 
name
;

    
public
 
String
 
surname
;

    
public
 
Car
[]
 
cars
;

    
public
 
int
 
phone
;

    
public
 
transient
 
int
 
age
;

    
public
 
Person
()
 
{

    
}

    
public
 
Person
(
String
 
name
,
 
String
 
surname
,
 
int
 
phone
,
 
int
 
age
,
 
Car
[]
 
cars
)
 
{

        
this
.
name
 
=
 
name
;

        
this
.
surname
 
=
 
surname
;

        
this
.
cars
 
=
 
cars
;

        
this
.
phone
 
=
 
phone
;

        
this
.
age
 
=
 
age
;

    
}

    
@Override

    
public
 
String
 
toString
()
 
{

        
StringBuilder
 
sb
 
=
 
new
 
StringBuilder
();

        
sb
.
append
(
"Name: "
).
append
(
name
).
append
(
" "
).
append
(
surname
).
append
(
"\n"
);

        
sb
.
append
(
"Phone: "
).
append
(
phone
).
append
(
"\n"
);

        
sb
.
append
(
"Age: "
).
append
(
age
).
append
(
"\n"
);

        
int
 
i
 
=
 
0
;

        
for
 
(
Car
 
item
 
:
 
cars
)
 
{

            
i
++
;

            
sb
.
append
(
"Car "
).
append
(
i
).
append
(
": "
).
append
(
item
).
append
(
"\n"
);

        
}

        
return
 
sb
.
toString
();

    
}

}

```

호출 후
```
package
 
Main
;

import
 
Car.Car
;

import
 
Person.Person
;

import
 
com.google.gson.Gson
;

public
 
class
 
Main
 
{

    
public
 
static
 
void
 
main
(
String
[]
 
args
)
 
{

        
Gson
 
gson
 
=
 
new
 
Gson
();

        
Car
 
audi
 
=
 
new
 
Car
(
"Audi"
,
 
"A4"
,
 
1.8
,
 
false
);

        
Car
 
skoda
 
=
 
new
 
Car
(
"Škoda"
,
 
"Octavia"
,
 
2.0
,
 
true
);

        
Car
[]
 
cars
 
=
 
{
audi
,
 
skoda
};

        
Person
 
johnDoe
 
=
 
new
 
Person
(
"John"
,
 
"Doe"
,
 
2025550191
,
 
35
,
 
cars
);

        
System
.
out
.
println
(
gson
.
toJson
(
johnDoe
));

    
}

}

```

다음의 출력을 받게 된다:
```
{

   
"name"
:
"John"
,

   
"surname"
:
"Doe"
,

   
"cars"
:[

      
{

         
"manufacturer"
:
"Audi"
,

         
"model"
:
"A4"
,

         
"capacity"
:
1.8
,

         
"accident"
:
false

      
},

      
{

         
"manufacturer"
:
"Škoda"
,

         
"model"
:
"Octavia"
,

         
"capacity"
:
2.0
,

         
"accident"
:
true

      
}

   
],

   
"phone"
:
2025550191

}

```

Person 필드 "age"가 transient로 표시되므로 출력에 포함되지 않는다.
마지막 예제에서 만든 출력을 역직렬화하려면 다음의 코드를 실행할 수 있다:
```
package
 
Main
;

import
 
Person.Person
;

import
 
com.google.gson.Gson
;

public
 
class
 
Main
 
{

    
public
 
static
 
void
 
main
(
String
[]
 
args
)
 
{

        
Gson
 
gson
 
=
 
new
 
Gson
();

        
String
 
json
 
=
 
"{\"name\":\"John\",\"surname\":\"Doe\",\"cars\":[{\"manufacturer\":\"Audi\",\"model\":\"A4\","
 
+

                
"\"capacity\":1.8,\"accident\":false},{\"manufacturer\":\"Škoda\",\"model\":\"Octavia\",\"capacity\""
 
+

                
":2.0,\"accident\":true}],\"phone\":2025550191}"
;

        
Person
 
johnDoe
 
=
 
gson
.
fromJson
(
json
,
 
Person
.
class
);

        
System
.
out
.
println
(
johnDoe
.
toString
());

    
}

}

```

다음의 출력이 만들어진다:
```
Name: John Doe
Phone: 2025550191
Age: 0
Car 1: Manufacturer: Audi, Model: A4, Capacity: 1.8, Accident: false
Car 2: Manufacturer: Škoda, Model: Octavia, Capacity: 2.0, Accident: true

```

## 기능
- Gson은 컬렉션, 제네릭 타입, 네스티드 클래스를 관리할 수 있다 (inner class 포함. 기본값으로는 수행이 불가능하지만)
- 직렬화를 할 때 Gson은 역직렬화되는 오브젝트의 타입 트리를 탐색한다. 이렇게 하면 JSON 입력에 보이는 추가 필드를 무시하게 된다.
- 사용자는 프로세스 전반을 통제하고 소스 코드 접근이 불가능한 클래스의 인스턴스의 (역)직렬화도 할 수 있도록 사용자 지정 직렬화기/역직렬화기를 작성할 수 있다.
- 사용자는 no-args 생성자 없이 클래스의 인스턴스를 역직렬화할 수 있는 InstanceCreator를 작성할 수 있다.
- Gson은 상당한 커스터마이즈가 가능하며 다음을 지정할 수 있다:

- 콤팩트/프리티 출력
- 널 오브젝트 필드의 관리 방법 - 기본적으로 출력에 표시되지 않음
- 어느 필드가 (역)직렬화에서 제외되어야 하는지의 규칙
- 자바 필드 이름 변환 방법